# 克丽丝塔·艾伦
克丽丝塔·艾伦（英語：Krista Allen，1971年4月5日—），美国演员、模特，其代表作有电视剧《我们的日子》、《海滩救护队》、《最后的单身汉》和电影《大话王》、《危险思想的自白》、《死神来了4》以及电视电影《艾曼妞》系列。